# Colyford
Colyford är en by och en civil parish i distriktet East Devon, i grevskapet Devon, i England. Byn är belägen 33,1 km från Exeter. Orten har 559 invånare (2015). Civil parishen inrättades den 1 april 2023.